# Институт стран Востока
Институт стран Востока (ИСВ) (полное наименование — Образовательное частное учреждение высшего образования Институт стран Востока, до 2010 года — Восточный Университет). Учредителями являются: Федеральное бюджетное государственное учреждение науки Институт востоковедения Российской Академии Наук и физические лица.
Имеет государственную аккредитацию (№2625) до 21.06.2023 г.

## История
ИСВ основан в 1994 году институтом Востоковедения РАН.
В институте изучают практически все направления востоковедения: языки, литературу, этнологию, историю, религии, экономику, управление, информационные системы и т. д. Изучаемые регионы охватывают две трети мира — от Дальнего Востока до Северной Африки и от Китая до Австралии.
Институт стран Востока во многом прорывной, перспективный проект. Он не только вносит свой вклад в развитие современного востоковедения, но и способен внести существенный вклад в его дальнейшее развитие. Прежде всего за счет концентрации необходимых академических ресурсов, развития сильной культуры передового опыта, особенно в исследовательской деятельности, что является результатом поэтапного прогресса в течение двух десятилетий, а с учетом совместной деятельности и опыта Института востоковедения РАН - и веков.
Программы обучения разработаны учеными Института востоковедения РАН, они являются авторами учебников и оригинальных методик. Из 85 человек — преподавателей университета — 1 академик РАН, доктор исторических наук, 35 профессоров докторов наук, 30 человек — кандидаты наук.

## Бакалавриат: направления подготовки[2]
- 38.03.01 Экономика (аккредитована), квалификация – бакалавр экономики со знанием восточных языков;
- 41.03.01 Зарубежное регионоведение (аккредитована), квалификация – бакалавр регионоведения со знанием восточных языков;
- 45.03.02 Лингвистика  (неаккредитована), квалификация – бакалавр лингвистики со знанием восточных языков;
- 41.03.05 Международные отношения (аккредитована), квалификация – бакалавр международных отношений.

По всем направлениям очная и очно-заочная форма обучения.
Основная концепция, заложенная в содержании образовательных программ, заключается в обеспечении высокого уровня теоретических знаний, выстраивании междисциплинарных связей в образовательном процессе, усилении практической составляющей и актуализации учебного процесса. Учебные задачи и планы своевременно перерабатываются по мере появления новых целей и задач, сформулированных в государственной политике Российской Федерации.
В рамках всех указанных специальностей студенты овладевают двумя иностранными языками – английским и восточным (арабский, японский, китайский, турецкий, хинди, индонезийский, корейский, фарси и тайский) в объёме 16 часов в неделю.

## Магистратура: направления подготовки[2]
- 41.04.01 Зарубежное регионоведение (аккредитована), квалификация – магистр регионоведения, форма обучения - очная.

Специализированные магистерские программы:
— Регионы Азии и Африки
— Исследования Азиатско-Тихоокеанского региона
— Исследования стран БРИКС
Выпускники магистратуры могут работать в качестве:
— сотрудников международных организаций;
— научно-исследовательских работников;
— государственных служащих (МИД РФ, Минэкономразвития РФ и пр.);
— консультантов и аналитиков;
— специалистов в банковских и других экономических структурах;
— преподавателей высшей школы;
— организаторов, менеджеров частных предпринимательских структур и пр.

## Центр дополнительного образования
Институт стран Востока проводит курсы восточных и европейских языков, подготовительные курсы к ЕГЭ, а также Школа юного востоковеда (бесплатно).
Научный сектор представлен Научно-студенческим обществом (НСО) и Дискуссионным клубом, которые работают по планам, составляемым в соответствии с интересами и пожеланиями студентов разных курсов. НСО организует научные мероприятия, в ходе которых студенты получают возможность включаться в научную деятельность. С участием преподавателей готовятся доклады и сообщения, которые выносятся на общее обсуждение на ежегодной студенческой конференции, проходящей в апреле-мае. Выпущены сборники лучших докладов студентов ИСВ.

## Администрация
- Ректор — Хрящева Нелли Михайловна
- Первый проректор — Трошин Андрей Андреевич
- Проректор по учебной работе — Черкасова Наталья Александровна

## Известные преподаватели
- Другов, Алексей Юрьевич
- Тесёлкин, Авенир Степанович
- Тюрин, Владимир Александрович
- Ланда, Роберт Григорьевич
- Быкова, Стелла Артемьевна
- Ванина, Евгения Юрьевна